# رگنوسور
رگنوسور (نام علمی: Regnosaurus) نام یک سرده از بالاخانواده پوشیده‌خزنده‌سانان است.